# Stadtarchiv Erfurt
Das Stadtarchiv Erfurt ist das Archiv der Stadtverwaltung und der Stadt Erfurt. Es verwahrt Unterlagen aus der Zeit von 1144 bis heute.
Das Stadtarchiv Erfurt ist das größte Thüringer Stadtarchiv und verwahrt die älteste überlieferte deutschsprachige Originalurkunde, den Erfurter Judeneid.

## Geschichte
Seit dem 13. Jahrhundert werden in der Stadt Erfurt Urkunden und andere wichtige Dokumente aufbewahrt. Der erste schriftliche Nachweis eines Archivs stammt aus dem 15. Jahrhundert. Aber bis die Bestände durch einen Archivar verwahrt und betreut wurden, sollte es noch bis zur Mitte des 19. Jahrhunderts dauern. 1863 nahm sich der pensionierte preußische Staatsarchivar Heinrich Beyer dieser Aufgabe an. Wenig später erhielt er von der Stadt Erfurt ganz offiziell den Auftrag, ein Archiv aufzubauen. Seit dieser Zeit, dem Jahr 1865, spricht man vom Erfurter Stadtarchiv.
Im September 1867 zog das Stadtarchiv aus dem Martinsstift, wo es sich seit dem Abbruch des Alten Rathauses befand, in drei große Räume des Großen Hospital. 1875 bereitete Heinrich Beyer den Umzug des Archivs vom Großen Hospital in das neu gebaute Rathaus vor, in dem eigens für das Stadtarchiv Räume eingerichtet worden waren. Seit 1876 wurde das Archivgut dann insgesamt 118 Jahre im Rathaus aufbewahrt.
1903 strengte der Stadtarchivar Alfred Overmann einen umfangreichen Archivalientausch mit dem Staatsarchiv Magdeburg an. Etliche Archivalien, die Erfurt 1664 nach der Unterwerfung der Stadt unter die Landesherrschaft des Mainzer Erzbischofs verlassen hatten und die im Lauf der Zeit in das preußische Staatsarchiv Magdeburg gelangt waren, kehrten nach Erfurt zurück; im Gegenzug musste jedoch auch Archivgut (aus der preußischen und französischen Verwaltung, aus Stiften und Klöstern) nach Magdeburg gegeben werden.
Aus Platzmangel begann man im Jahr 1953 Archivgut auszulagern und in größeren Räumlichkeiten außerhalb des Rathauses aufzubewahren. Seit 1994 ist das Stadtarchiv vollständig im Gebäude der Gotthardtstraße 21 untergebracht.
1952 wurde das Verwaltungsarchiv der Stadt Erfurt gegründet und 27 Jahre später an das Stadtarchiv angegliedert. Aufgrund der COVID-19-Pandemie war das Erfurter Stadtarchiv vom 16. März 2020 bis zum 6. Mai 2020 für den öffentlichen Besucherverkehr geschlossen.

### Leiter (Amtszeit)
- Heinrich Beyer (1864–1872)
- Carl Beyer (Archivar) (1882–1900/Tod)
- Georg Oergel (1900–1901), kommissarisch
- Alfred Overmann (1901–1932/1933)
- Walter Dieck (1934–1935), kommissarisch
- Werner Schnellenkamp (1935–1940/gefallen)
- Erich Wiemann (1941–1945/entlassen)
- Hermann Meinert (1945–1946)
- Kurt Teubner (1946–1947/entlassen)
- Erich Wiemann (1947–1948), ehrenamtlich
- Hildegard Schmidt (1948–1951), kommissarisch
- Fritz Wiegand (1951–1970)
- Kurt Harland (1970–1973)
- Fritz Wiegand (1973–1974), kommissarisch
- Bodo Fischer (1974–1990)
- Hannelore Jakob (1990)
- Bodo Fischer (1990–1992), kommissarisch
- Rudolf Benl (1992–2013)
- Antje Bauer (2013–2022)
- Sabine Jirschitzka-Löffler (2023–2024), kommissarisch
- Dr. Nadine Hofmann (ab 1. April 2024)

## Zuständigkeit
Das Stadtarchiv Erfurt ist das Archiv der Stadtverwaltung Erfurt. Es verwahrt schriftliche Unterlagen (z. B. Urkunden, Amtsbücher, Akten, Karten und Pläne, Petschaften, Stempel usw.), die seit dem 13. Jahrhundert in der Verwaltung der Stadt Erfurt entstanden sind und übernimmt regelmäßig Registraturgut aus der laufenden Verwaltung, sofern es archivreif und archivwürdig ist.
Des Weiteren sammelt das Stadtarchiv Dokumentationsunterlagen, die für die Gegenwart und die Geschichte der Stadt Erfurt von Bedeutung sind oder sein könnten (z. B. Druckschriften, Zeitungen, Plakate, Bilder, Flugblätter und Ähnliches).
Schon in der Vergangenheit hat das Stadtarchiv Erfurt Archivgut anderer Provenienz übernommen (von Zünften, Betrieben, Genossenschaften, Vereinen, Parteien oder auch Nachlässe von Privatpersonen), sofern diese den Bestand des Archivs ergänzen oder für die Geschichte der Stadt von Bedeutung sind.
Außerdem wird das Archivgut der zwischen 1911 und 1994 etwa 40 eingemeindeten Dörfer verwahrt.
Im Zuge des Archivalienaustausches mit dem Staatsarchiv Magdeburg wurde für Schriftgut der Universität Erfurt das Jahr 1664 als Grenzjahr festgelegt. Demzufolge finden sich Unterlagen der Universität Erfurt (1392–1816) aus der Zeit vor 1664 im Stadtarchiv Erfurt und Schriftgut nach 1664 größtenteils im Staatsarchiv Magdeburg.

## Bestände
Die Bestände des Stadtarchiv Erfurts umfassen ca. 5000 lfm, die in 9 Abteilungen gegliedert sind.
Das Archiv verwahrt ca. 15.000 Urkunden und ca. 450 Siegel und Stempel.

Der „Judeneid“ des Mainzer Erzbischofs Konrad von Wittelsbach (1183–1200)

- Abteilung 0: Urkunden der Stadt Erfurt, Urkunden von Kirchen und Klöstern, Handwerks- und Innungsurkunden sowie Privaturkunden. Außerdem befinden sich in dieser Abteilung Siegelabdrücke und Siegelstempel.
- Abteilung 1: Akten der Stadt Erfurt und der eingemeindeten Ortschaften
- Abteilung 2: Amtsbücher, z. B. Einwohnermeldeverzeichnisse, Ratsbücher, Bücher zur Grund- und Gebäudesteuern
- Abteilung 3: Amtliche Druckschriften; das Erfurter Stadtarchiv besitzt u. a. Erfurter Tageszeitungen ab 1815
- Abteilung 4: Dienstbibliothek des Stadtarchivs. Sie umfasst 15.000 Titel ab dem 16. Jahrhundert, außerdem zwei Nachlässe, die Hermann- und die Benary-Bibliothek.
- Abteilung 5: Sammlungen und Hinterlegungen, u. a. Geschenke an die Stadt, handschriftliche Chroniken, Nachlässe, Dissertationen, Plakate, Dokumente zur Familiengeschichte einiger Erfurter Familien, Schriftgut anderer Provenienzen, z. B. von Privatpersonen, Firmen und Vereinen
- Abteilung 6: Bilder, u. a. 5000 Papierpositive, 27.000 Kleinbildnegative, 300 Diapositive, 13.700 Glasplatten, 1000 Postkarten, einige Fotoalben, Filmrollen und Videos
- Abteilung 7: Zeichnungen, Pläne und Karten, u. a. 35 Kartographische Sammelwerke aus dem 18. und 19. Jahrhundert, ca. 20.000 Bauzeichnungen und rund 720 Karten von Erfurt und Thüringen
- Abteilung 8: nicht belegt
- Abteilung 9: Findhilfsmittel, wie Gliederungs-, Registratur- und Aktenpläne der Verwaltung, Findbücher und Findkarteien des Stadtarchivs, sowie Findbücher anderer Erfurter sowie auswärtiger Archive
- Verwaltungsarchiv: Registraturgut der Stadtverwaltung etc.[1]

Fast alle Bestände des Archivs können im Rahmen der geltenden Benutzungsordnung des Stadtarchivs im Lesesaal eingesehen werden.
Der Großteil der Bestände ist als Online-Findbuch erschlossen, die über das „Archivportal Thüringen“ einsehbar sind. Die Bestände der Dienstbibliothek können im Online-Katalog auf Erfurt.de recherchiert werden.
Zeitungen sind aus konservatorischen Gründen nur als Mikrofilm benutzbar.

## Förderverein
Seit dem Jahr 2016 existiert der Förderverein Freunde des Stadtarchivs Erfurt e.V. , der im Rahmen der Öffentlichkeitsarbeit und für eine materielle Förderung des Stadtarchivs Erfurt tätig ist. 

## Publikationen
- Der Erfurter Fürstenkongreß 1808 – Hintergründe, Ablauf, Wirkung. Hrsg. Rudolf Benl. 383 S., Erfurt 2008 (Veröffentlichungen des Stadtarchivs Erfurt; 1) ISBN 978-3-941020-00-9
- Das Stadtarchiv Erfurt – seine Geschichte, seine Bestände, Hrsg. Rudolf Benl. 398 S., Erfurt 2008 (Veröffentlichungen des Stadtarchivs Erfurt; 2) ISBN 978-3-941020-01-6
- Richard Wetz (1875–1935) – ein Komponist aus Erfurt. Hrsg. Rudolf Benl. 367 S., Erfurt 2010 (Veröffentlichungen des Stadtarchivs; 3) ISBN 978-3-941020-03-0
- Erfurt. Bilder und Geschichte(n). Hrsg. Antje Bauer. 164 S., Erfurt 2017 (Veröffentlichungen des Stadtarchivs; 4) ISBN 978-3-934277-74-8
- Erfurt in historischen Karten. 1493 bis 1993. Hrsg. Anne Palmowski und Antje Bauer. 92 S., Erfurt 2019, ISBN 978-3-95400-767-7
- Aus dem Leben eines Chirurgen. Die Erinnerungen von Egbert Schwarz (1890–1966). Gründungsrektor der Medizinischen Akademie Erfurt. Hrsg. Tom Fleischhauer und Peter Schwarz. 308 Seiten, Erfurt 2024 (Veröffentlichungen des Stadtarchivs; 5), ISBN 978-3-9825321-5-8